# (8827) Kollwitz
(8827) Kollwitz est un astéroïde de la ceinture principale.

## Description
(8827) Kollwitz est un astéroïde de la ceinture principale. Il fut découvert le 13 août 1988 à Tautenburg par Freimut Börngen. Il présente une orbite caractérisée par un demi-grand axe de 2,31 UA, une excentricité de 0,15 et une inclinaison de 5,3° par rapport à l'écliptique.

## Compléments